# 상근예비역
상근예비역(常勤豫備役)은 대한민국의 병역 제도로, 현역병과 같이 기초군사교육(육군과 해군은 5주, 해병대는 7주)을 마친 후, 집에서 출·퇴근하며 근무하도록 하는 제도이다. 복무지는 집 근처 군부대나 예비군 동대, 혹은 중대이고, 복무기간은 육군 현역병과 동일하다. 상근예비역은 군인 신분이며 계급은 육군 현역병과 동일하게 진급되고 복무기간이 끝나면 전역증을 받는다. 복무 형태는 도리어 사회복무요원보다는 현역에 더 가까운데 현역은 합숙 복무, 상근예비역은 출퇴근 복무라는 차이밖에 없다.
기초군사교육을 마친 후 집에서 출퇴근 가능한 거리의 군 부대에 배치되는데, 그 부대에서 근무하는 상근예비역은 '대대상근'이라하고, 그 부대 예하의 예비군 중대에 배치되어 근무하는 상근예비역은 '동대상근'이라 한다.
대대상근과 동대상근 중간에는 지역대가 존재한다.
선발 방법은 거주지별로 현역병 입영대상자 중에서 학력, 신체등위, 연령 등 자질을 고려한 선발순위에 의거 전산 선발되나, 자녀를 양육하고 있고 그 외 조건이 맞을 경우 선발 신청이 가능하다.
총원은 2022년 기준 약 15,000명이다.
2023년부터 신체 등급 4급 보충역 중 현역 복무를 선택한 사람도 희망 시 상근예비역 소집 대상으로 선발될 수 있게 됐다. 다만 현역 전환 신청 후 상근 입대 희망 신청을 하는거라 상근 선발에 떨어지면 현역으로 복무해야 한다.

## 역사, 현황
1994년 12월 31일 방위소집제도가 폐지되면서 부족한 향토방위 인력을 충원하고, 상비군 감축에 대비한 대체전력 확보를 위해 1995년 1월 1일 시행된 병역제도이다. 방위병은 보충역(4급)이고 소집해제 시 최종 계급이 상등병(1년 6개월의 경우)이나  일등병(6개월이나 과거 1년의 경우)인데 반해, 상근예비역은 현역(1급 ~ 3급) 자원으로 소집해제 시 병장 계급인 점이 다르다.
상근예비역 제도가 시행되기 시작한 1994년 여름부터 1998년까지는 1년 간 전, 후방 각 부대에서 내무 생활을 해야 했으며, 1998년 5월 정부와 당시 여당이었던 새정치국민회의에서 기초군사교육을 마친 후 출·퇴근하며 근무하도록 하는 형태로 바꾸는 것으로 확정하여 1999년도부터 현재와 같이 기초군사교육을 마친 후 출·퇴근하며 근무하도록 하는 형태로 바뀌었다.

## 복무 과정

### 소속 부대
집에서 출퇴근 가능한 거리의 부대에 소속되는데, 대개 육군으로 소집되어 육군 지역 위수부대(전방 한강 이북 경기도/강원도 및 인천광역시/부천시/김포시) 지역은 해당 전투부대, 제2작전사령부 (충청권, 호남권, 동남권, 대경권), 한강 이남 경기도 남부/강원 남부 및 수도방위사령부(서울특별시) 지역은 해당 향토사단) 관할 예비군 부대(동사무소, 구청 등) 또는 00사령부 등 기행부대나 기타 현역병 근무 육군 군 부대에서 근무한다.
하지만 육군 지역 위수부대가 없거나 해병대가 실질적으로 대신 그 역할을 맡는 지역 출신자(강화도, 김포시, 제주도, 포항시, 경주시 등)는 해병대 소속으로, 창원시(구 진해시) 등 해군 중점 도시 등에서는 해당 해군 소속 부대에서 근무하게 된다.(공군에는 상근예비역이 없음)
기초군사교육은 육군은 5주, 해군(해군교육사령부) 및 해병대(해병대 교육단)은 7주이다.

### 복무기간, 계급
복무기간, 계급 진급은 모두 육군 현역병과 동일하다.
복무기간은 해병대 등 해군 소속이라도 육군 현역병과 동일한 1년 6개월이다.
계급별 복무기간은 2013년부터 이등병과 일등병은 각각 3개월 7개월씩 (입대한 날부터 이등병임), 상등병은 7개월, 병장은 남은 기간(4개월)이다. 단, 징계사유로 계급은 강등될 수 있으며, 기타 부대 방침에 따라 징계나 진급측정 탈락시 일정기간 진급이 누락될 수 있다.

### 급여
- 상근예비역의 계급 별 기본급은 현역과 같다.
- 부대 내 식사가 제한되는 상근예비역에게는 식비로 한 끼에 7,000원('24년 기준)이 제공된다.
- 교통비의 경우 교통카드가 기준.
- 한편 특수한 상황 시(교육이나 출장 시 편도 2시간이나 120Km 이상 떨어져 있는 경우)에 지급되는 숙박비는 30,000원/1박, 교통비는 100.88원/Km(시외버스 운임단가 기준. 기본 1,000원)이다. 100원 미만 금액은 절상하고 선박료 및 항공료는 실비로 지급한다. 공무원 여비규정 준용한다.

## 선발 우선 순위
각 지방 병무청장이 군소요 제기지역에 거주하는 현역병 입영 대상자 중, 해당 지역에서 필요한 인원만큼 우선 순위를 고려하여 선발하고 있으며, 자녀가 있는 자, 6개월 이상 소년원 재원 전력자로서 가족이 없는 사람, 숙식제공 능력이 없는 가족만 있는 사람에 한하여 상근예비역 복무를 원하는 사람은 상근예비역소집 대상자 선발 신청서를 지방병무청장에게 제출하여야 한다.
- 선발 1순위

수형자(6개월 미만의 징역이나, 1년 미만의 집행유예를 선고 받은 사람), 자녀가 있는 자(단 의·치의·한의·수의과 대학을 졸업(졸업예정자 포함)한 사람과 박사 학위 과정 입학 이상의 학력자는 제외), 6개월 이상 소년원 재원 전력자로서 가족이 없는 사람, 숙식제공 능력이 없는 가족만 있는 사람이 가장 우선 순위로 선발된다.
- 선발 2순위

대학교 재학 미만 등 저학력. 참고로 고등학교 중퇴 이하는 보충역으로 처분되기 때문에 상근예비역 소집 대상이 아니다.
- 선발 3순위

신체등위가 3급에 가까운 경우

## 다른 역종과 비교
| 구분            | 현역                                                   | 상근예비역                                                        | 보충역 (사회복무요원 등)                                    |
| --------------- | ------------------------------------------------------ | ----------------------------------------------------------------- | ----------------------------------------------------------- |
| 역종            | 현역. 제대 이후 예비역                                 | 기초군사교육 때만 현역. 이후 남은 기간은 예비역으로 전역하여 복무 | 보충역으로서 기초군사교육과 소집해제 이후 예비군에서도 동일 |
| 신분            | 군인                                                   | 군인                                                              | 민간인                                                      |
| 복무기간        | 육군 및 해병 1년 6개월, 해군 1년 8개월, 공군 1년 9개월 | 육군, 해병, 해군 모두 1년 6개월                                   | 사회복무요원 기준 1년 9개월                                 |
| 복무만료시 계급 | 병장                                                   | 병장                                                              | 이등병                                                      |
| 복무형태        | 영내생활                                               | 주 5일 자택 출·퇴근 또는 격일 자택 출·퇴근                        | 매일 자택 출·퇴근 또는 합숙(주 당 2일은 휴가)               |
| 비고            |                                                        | 1995년 1월 1일 시행                                               | 1995년 1월 1일 시행                                         |

## 같이 보기
- 대한민국의 병역 제도
- 병역
- 대한민국 국군
- 예비군
- 방위병
- 사회복무제도
- 산업기능요원
- 승선근무예비역
- 대한민국 육군
- 대한민국 해군
- 대한민국 공군
- 대한민국 해병대